# Nilak
Nilak és un espai escènic itinerant català amb format de carpa que acull espectacles variats, principalment de circ, dansa i teatre, però també de cinema, arts visuals, literatura, pedagogia i fins i tot política. És organitzat per artistes voluntaris.
Destaca per passar per comarques de Catalunya que no disposen de sala de teatre, com ara l'Alta Ribagorça, la Conca de Barberà, la Terra Alta i el Pallars Sobirà. De fet, el projecte pretén democratitzar la cultura a Catalunya i garantir-hi l'accés independentment de l'àmbit territorial. Pertany a l'Associació d'Espais de Circ de Creació i col·labora regularment amb entitats, escoles i artistes del teixit local.
Es va començar a gestar el 2017 i és actiu des del 2018. El nom prové del mot inuit nilak, que vol dir «iceberg». La seva primera actuació va ser a l'espai Konvent, al Berguedà. Tanmateix, van inaugurar el projecte oficialment el 2021 a Vilalba dels Arcs. A més, es van beneficiar del Pla d'Impuls del Circ de la Generalitat de Catalunya en el període 2019-2022 per a propulsar-ne l'activitat. També va ser una de les 18 empreses finalistes als premis de la Impact Night de Netmentora Catalunya el 2019.
El 2020, va rebre el Premi Lluís Carulla d'emprenedoria cultural al millor projecte cultural transformador, convocat per la Fundació Carulla. El 2021, va ser guardonat amb el Premi Crítica Serra d'Or de Teatre, així com el Premi Talent Cambra 2021 en la categoria de Arts Escèniques i Curtmetratge. El 2023, va ser distingit en els Premis Temps de les Arts, concretament en la categoria d'Arts Escèniques, ex aequo amb la companyia teatral Montse Isla. D'altra banda, aquell any va aparèixer en la sèrie documental Ale-hop de 3Cat, concretament en el segon capítol, titulat «D'aquí cap allà». El 2024, el Consell Nacional de la Cultura i de les Arts li va atorgar el Premi Nacional de Cultura.